# Ottokar al II-lea al Boemiei
Ottokar al II-lea Přemysl, supranumit cel Fier și Regele de Aur (în cehă Přemysl Otakar II; n. 1233, Regatul Boemiei – d. 26 august 1278, Dürnkrut⁠(d), Ducatul de Bavaria, Austria), aparținând dinastiei Přemyslid, a fost rege al Boemiei din 1253 până în 1278.
Din 1251 a fost, de asemenea, duce de Austria, din 1261 duce de Stiria și din 1269 duce de Carintia și Carniola. Prin aceasta el a atins cel mai înalt nivel de putere atins vreodată de un membru al familiei Přemyslid, ceea ce explică încercările sale repetate de a obține coroana Sfântului Imperiu Roman.

## Biografia

### Tinerețea
Ottokar Přemysl a fost al doilea fiu al regelui Venceslau I al Boemiei și al soției sale, Cunigunda de Suabia. Anul său de naștere nu este cunoscut exact, dar sunt luați în considerare anii 1230, toamna anului 1232 și începutul anului 1233. Ottokar Přemysl a fost numit după bunicul său Ottokar I Přemysl. Se pare că Filip de Carintia, cancelarul Boemiei, a fost însărcinat cu educația lui Ottokar. Se presupune că instruirea lui s-a limitat la cunoașterea istoriei și la învățarea limbilor latină și germană. Luând în considerare că Ottokar era al doilea fiu născut și că, așa cum se obișnuia în familiile nobile, cel de-al doilea născut era predestinat vieții monahale, atunci este posibil ca aceasta să fi fost educația primită de el. De asemenea, este posibil ca el să fi fost analfabet, așa cum se întâmpla deseori la acea vreme. 

### Ascensiunea

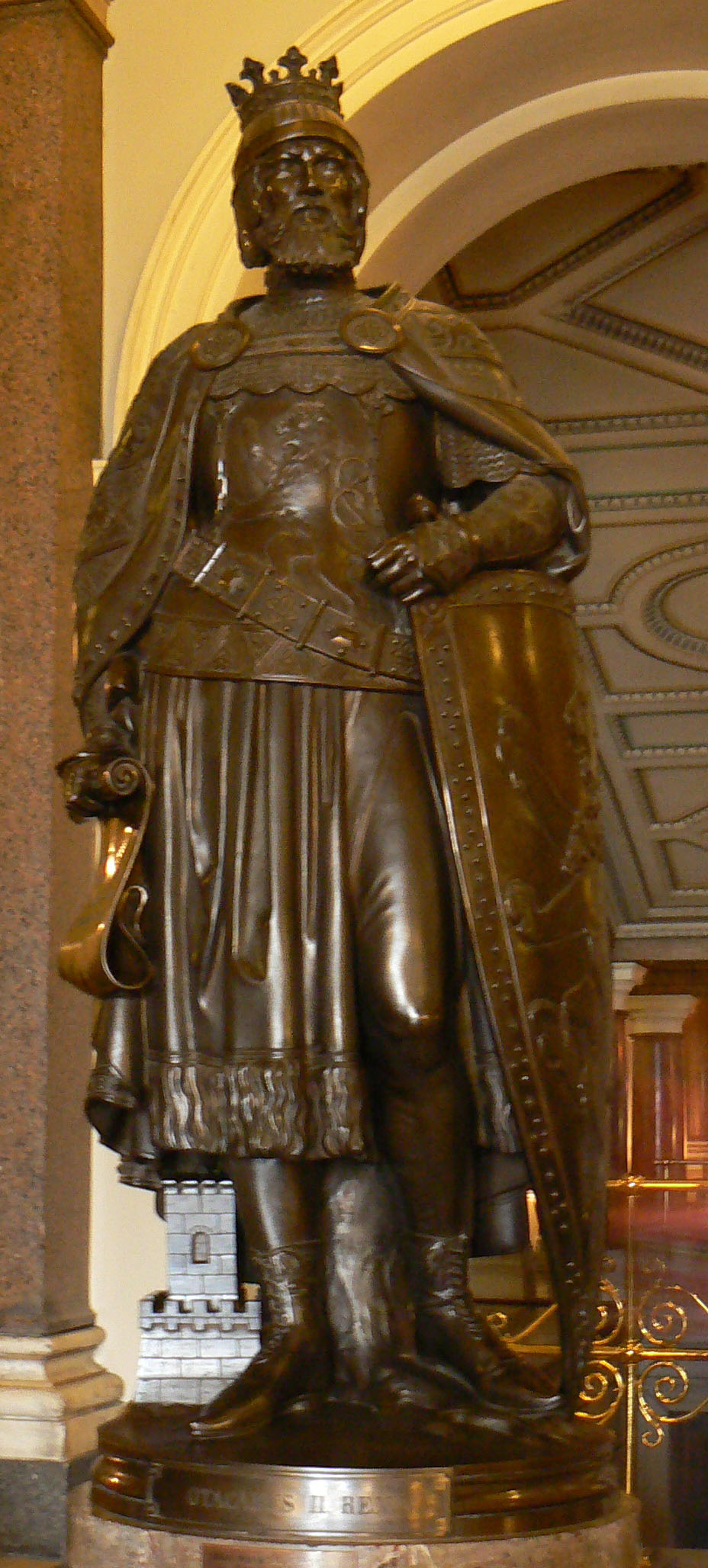
Ottokar al II-lea

Primul eveniment confirmat din viața lui Ottokar Přemysl este ridicarea sa la rangul de Margraf de Moravia de către tatăl lui pe 27 martie 1247, după moartea lui Vladislav, fratele său mai mare. Ottokar a preluat nu numai titlul fratelui său ci și posesiunile acestuia. El și-a stabilit reședința la Brno, unde s-a ocupat de reconstruirea și refacerea puterii economice a Moraviei devastate de invazia mongolă din 1242. 
În  1247 Ottokar s-a opus intenției tatălui său de a-l înlocui pe Conrad, episcopul de Olomouc. La dorința Curiei papale, Venceslau a planificat în anul următor, o campanie în ducatul Austria declanșând astfel o răscoală pro-Staufer a unor nobili nemulțumiți de cârmuirea țării. Aceștia au reușit în scurt timp să ocupe o mare parte a teritoriului aparținând dinastiei Přemyslid. Ottokar, care cel mai probabil nu se număra printre inițiatorii revoltei, a fost ales  pe 31 iulie 1248 la Praga ca „rege mai tânăr”, devenind astfel liderul lor. Înfrângerea rebelilor la Brüx (Most) a fost urmată de un acord încheiat cu Venceslau I la începutul lunii noiembrie 1248, în care Ottokar a primit o poziție cel puțin egală cu cea a tatălui său. După noi conflicte armate, poziția lui Ottokar Přemysl de co-regent a fost confirmată la negocierile din martie 1249. În aprilie papa Inocențiu al IV-lea l-a excomunicat pe Ottokar datorită orientării sale prietenoase față de revolta pro-Staufer. După ce a pierdut o parte din adepți, iar tatăl său, Venceslau I, a cucerit Praga, Ottokar a fost închis în Castelul Přimda (Pfraumberg) din Boemia de Vest și a trebuit să se supună acestuia. În luna august a aceluiași an primind din nou titlul de Margraf de Moravia. În cursul negocierilor, Venceslau l-a ținut prizonier pe fiul său pentru câteva luni în cetatea Přimda. În perioada următoare, Ottokar a reușit să-și extindă influența în timp ce tatăl său s-a retras treptat din politică pentru a se dedica pasiunii sale pentru vânătoare.

### Prinț moștenitor și duce de Austria
Disputa dintre tată și fiu s-a încheiat când Venceslau I a început să se implice în schimbările din ducatul Austria. Odată cu moartea ducelui Frederic al II-lea în bătălia de la Leitha din 1246, linia masculină a familiei Babenberg s-a stins. El a lăsat în urmă o nepoată, Gertruda și o soră, Margareta. După moartea unchiului ei, Gertruda s-a căsătorit cu Vladislav, fratele lui Ottokar. După moartea acestuia, la începutul anului 1247 s-a căsătorit cu Hermann al VI-lea, margraf de Baden, care a murit în 1250 fiind la fel de incapabil să se impună în ducatul Austria.
Venceslau a profitat de acestă situație pentru a invada Austria la sfârșitul anului 1250. Potrivit altor surse, el a fost chemat de nobilii austrieci să pună capăt tulburărilor din ducat. Cu consimțământul nobilimii, Venceslau l-a desemnat guvernator pe fiul său Ottokar. În 1251 Venceslau și Ottokar au semnat un tratat de pace prin care Ottokar a devenit margraf al Moraviei. Astfel el a deținut poziția clasică de conducător a moștenitorului tronului. În același an, Ottokar s-a mutat în ducatul Austria și a fost în curând recunoscut de nobili ca prinț moștenitor. Pentru a-și legitima poziția, Ottokar s-a căsătorit cu Margareta, sora ducelui Frederic al II-lea, pe 11 februarie 1252, deși ea era cu 26 de ani mai în vârstă.

### Rege al Boemiei

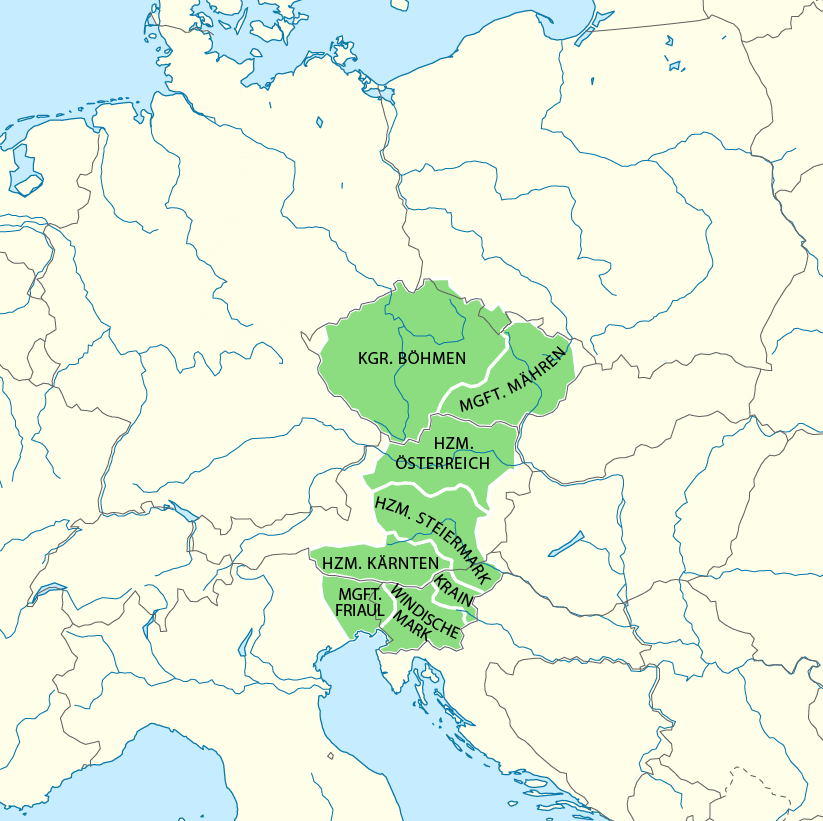
Teritoriile lui Ottokar la apogeul puterii sale

La moartea regelui Venceslau I în 1253 Ottokar l-a succedat la tronul Boemiei. După moartea regelui romano-german Conrad al IV-lea survenită în 1254, scopul lui Ottokar era să devină împăratul Sfântului Imperiu Roman. Cu toate acestea, el nu a luat parte la alegeri personal fiind convins că averea lui va fi suficientă pentru a primi acest titlu. Ottokar a eșuat în obținerea coroanei imperiale, fiind ales Richard de Cornwall în 1256. 
Simțindu-se amenințat de creșterea puterii lui Ottokar, vărul său regele Béla al IV-lea al Ungariei, l-a provocat pe regele Boemiei. El a încheiat o alianță cu ducele Otto al II-lea al Bavariei (din casa Wittelsbach) și a încercat să-l instaleze pe propriul fiu, Ștefan, ca duce de Stiria. Curia papală a intermediat în cele din urmă o pace (Pacea de la Ofen) în care o mare parte din Stiria a fost dată Ungariei, iar lui Ottokar al II-lea i s-a recunoscut dreptul asupra restului ducatului Austriei. Ottokar al II-lea a folosit următoarea perioadă de pace temporară  pentru a sprijini Ordinul Cavalerilor Teutoni în două incursiuni (așa-numitele cruciade prusiene) pe teritoriul baltic împotriva prusienilor. În iarna anului 1254 s-a mutat  în Samland pentru a suprima răscoala samilor. După victorie, el a ajutat la creștinizarea populației prusiene păgâne din zona actualului oraș Königsberg (astăzi Kalinigrad). Cu aceste acțiuni a dorit mai presus de toate să-și întărească poziția față de Curia papală.  
După câțiva ani conflictul a reînceput. În iulie 1260 Ottokar i-a învins din nou pe unguri în Bătălia de la Kressenbrunn, care a forțat Ungaria să accepte condițiile Păcii de la Viena din 1261 și i-a asigurat regelui Boemiei posesia ducatului Stiriei. Pentru a confirma acest acord de pace, Ottokar a divorțat de Margareta și s-a căsătorit cu Cunigunda de Slavonia, nepoata regelui Béla al IV-lea al Ungariei. 
Ottokar a exercitat o mare influență la nivel imperial, dovadă fiind faptul că regii Alfonso X și Richard de Cornwall au încercat fiecare să-și asigure sprijinul lui. În 1266 el a ocupat Egerland, în nord-vestul Boemiei, care se afla sub directa putere a  imperiului. În 1267 Ottokar a plecat în cea de-a treia cruciadă prusiană pentru a sprijini Ordinul Cavalerilor Teutoni, de data aceasta în Lituania. Tot în acestă perioadă a semnat un tratat de moștenire cu ducele Ulrich al III-lea al Carintiei, care nu avea moștenitori. Acesta a murit în 1269, iar Ottokar a moștenit Carintia și Craina. Asta a atras însă ostilitatea nobilimii locale. Majoritatea prinților imperiali au început să-și facă griji deoarece Ottokar al II-lea devenise cel mai puternic principe din imperiul. 

### Sfârșitul domniei

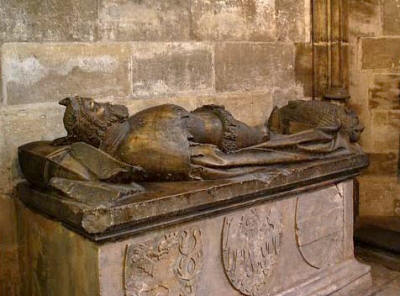
Sarcofagul lui Ottokar

După ce Richard de Cornwall a murit în aprilie 1272 și papa Grigore al X-lea a respins revendicările lui Alfonso al X-lea al Castiliei, în 1273 au avut loc noi alegeri pentru tronul imperial german.
Îngrijorarea față de puterea lui Ottokar i-a determinat pe prinții electori ca, la alegerea noului împărat romano-german să îl prefere pe „contele sărac” Rudolf de Habsburg.
El a refuzat să recunoască alegerea lui Rudolf și l-a îndemnat pe papă să adopte aceeași atitudine. La convenția Dietei Imperiale de la Nürnberg în 1274, Rudolf de Habsburg a decretat că toate ținuturile imperiale care schimbaseră proprietarul de la moartea ultimului împărat din dinastia Hohenstaufen, Frederic al II-lea, trebuie returnate coroanei. Acest lucru l-ar fi lipsit pe Ottokar nu numai de Egerland, ci și de ducatele Austria, Stiria și Carintia. În 1275 Rudolf l-a plasat pe Ottokar sub interdicție imperială și a asediat cetatea Hofburg, reședința sa din Viena, în timp ce o rebeliune condusă de Záviš de Falkenstein (din dinastia Vítkovci) a tulburat Boemia. Acest lucru l-a obligat pe Ottokar în noiembrie 1276, să semneze un nou tratat prin care a renunțat la toate pretențiile asupra Austriei și a ducatelor vecine, păstrând pentru sine doar Boemia și Moravia. Venceslau, fiul lui Ottokar al II-lea, a fost logodit cu Iudita de Habsburg, fiica lui Rudolf. A urmat o pace dificilă.
Doi ani mai târziu, regele Boemiei a făcut o ultimă încercare de a-și recupera proprietățile luate cu forța. Ottokar a găsit din nou aliați în Bavaria, Brandenburg și Polonia. A adunat o mare armată și s-a confruntat cu Rudolf și cu aliatul său, regele Ladislau al IV-lea al Ungariei, în Bătălia de pe Marchfeld pe 26 august 1278, unde a fost învins și ucis. Rudolf i-a așezat corpul în Biserica Minoriților din Viena. În 1297 rămășițele lui Ottokar au fost mutate la Catedrala Sf. Vitus din Praga. Fiul său Venceslau al II-lea, în vârstă de 6 ani, l-a succedat la tronul Boemiei.

## Căsătoria și descendenții
Pe 11 februarie 1252, Ottokar al II-lea s-a căsătorit cu Margareta de Babenberg, sora lui Frederic al II-lea de Babenberg, ultimul descendent pe linie masculină al Casei de Babenberg. Aceasta era cu 26 de ani mai în vârstă decât el și căsătoria, rămasă fără copii, s-a încheiat prin anulare. La 25 octombrie 1261, Ottokar s-a căsătorit cu Cunigunda de Halitsch. Din această căsătorie au rezultat, probabil, patru copii:
- Henric (1262 – 1263);
- Cunigunda (ianuarie 1265 – 27 noiembrie 1321), căsătorită cu Boleslav al II-lea de Mazovia;
- Agnes (5 septembrie 1269 – 17 mai 1296), căsătorită cu Rudolf al II-lea de Habsburg, ducele Austriei;
- Venceslau al II-lea (17 septembrie 1271 – 21 iunie 1305).

Ottokar a avut, de asemenea, copii rezultați din legături extraconjugale: doi fii și două fiice. Cel mai important dintre ei a fost Nicholas, primul născut. El nu a fost niciodată acceptat ca moștenitor al coroanei Boemiei de către papă, dar a primit ducatul Opava în 1269.

## Moștenirea
Ottokar al II-lea este considerat unul dintre cei mai mari regi ai Boemiei, alături de Carol al IV-lea. El a fost fondatorul a numeroase orașe noi (aproximativ treizeci - nu numai în Boemia, Moravia și Silezia ci și în ducatele Austria și Stiria), iar multor așezări care existau deja le-a acordat statut de sine-stătător, oferindu-le noi privilegii. A fost un puternic susținător al comerțului, legii și ordinii. A instituit politici deschise de imigrare prin care imigranții vorbitori de limbă germană s-au stabilit în marile orașe de pe domeniile sale. Orașul Königsberg (Muntele Regelui) din Prusia Răsăriteană a fost numit în onoarea sa ca un tribut adus sprijinului pe care l-a dat Cavalerilor Teutoni în războiul lor cu vechii prusieni păgâni.
Deoarece legea tradițională cehă era diferită de cea a celorlalte domenii ale sale, multe principii introduse în timpul domniei lui au format nucleul dreptului ceh pentru secolele următoare. Din vremea sa provine cea mai veche sursă păstrată de drept ceh, Zemské desky și, de asemenea, cea mai veche lege comunală cehă scrisă, consemnată în actele fondatoare ale orașelor. Susținând orașul Jihlava (Iglau) cu minele sale de argint, el a pus bazele bogăției regilor Boemiei de mai târziu. 
El a acordat, de asemenea, un privilegiu general evreilor (în 1254), care stabilea principiile integrării evreilor în societatea cehă (valabil până în 1848). Evreii puteau ocupa diferite funcții, la curtea regală, fiind astfel mai puțin supuși discriminării.
Ottokar a urmat o politică sistematică de consolidare a domeniilor sale prin construirea de fortificații. În afară de sprijinirea dezvoltării orașelor, el însuși construind mai multe cetăți (Castelul Zvíkov, Castelul Křivoklát, Castelul Bezděz din Boemia și chiar partea cea mai veche a faimosului Palat Hofburg din Viena se pare că a fost construită de el), Ottokar i-a determinat pe vasalii săi să construiască, de asemena, castele. Disputa privind titlul de proprietate al castelelor fortificate construite de nobilime a fost probabil cauza răscoalei din 1276, care a avut ca efect pierderea domeniilor austriece și în cele din urmă a propriei vieți, doi ani mai târziu, în încercarea de recucerire a acestora (Bătălia de la Marchfeld în 1278 împotriva lui Rudolf de Habsburg).
Unele dintre cetățile construite de Ottokar al II-lea au fost timp de multe secole cele mai puternice din Boemia. În mod ironic, castelul Bezděz a servit pentru scurt timp drept închisoare pentru fiul său, Venceslau al II-lea al Boemiei, după moartea lui Ottokar. Castelul adăpostea arhiva juridică a Boemiei, Zemské desky, și multe comori spirituale care au fost distruse în timpul Războaielor Husite (1419–1434). Castelul a fost cucerit în 1620, în timpul Războiului de Treizeci de Ani, însă fusese complet pustiit mult timp înainte.